# Монори, Лили
Лили Монори (венг. Monori Lili; род. 10 октября 1945, Тёрёксентмиклош, медье Яс-Надькун-Сольнок) — венгерская актриса театра и кино.

## Биография
Училась в Академии театра и кино в Будапеште (1965-1969). Затем играла в столичном театре Талия (1969-1973), в театре имени Гергея Чики в Капошваре (1973-1976), выступала в спектаклях по произведениям Эсхила, Данте, Шекспира, Пушкина, Островского, Достоевского, Жигмонда Морица, Чехова, Брехта, Беккета, Хемингуэя, Пазолини, Бернхарда, Кутзее, Шандора Вёреша, Бабеля,  Алексея Арбузова, Бориса Васильева и др.
Дебютировала в кино в нашумевшем и надолго положенном «на полку» сатирическом фильме Петера Бачо «Свидетель» (1969). В 1976-1990 снималась на студии Мафильм у крупнейших режиссёров страны, активно работала на телевидении. К настоящему времени (2014) сыграла более чем в 50 фильмах.
Дочь Rozi Székely – актриса.

## Избранная фильмография
- 1969: Свидетель (Петер Бачо)
- 1973: Плюс-минус один день (Золтан Фабри)
- 1974: Доставленная радость (Петер Готар, короткометражный)
- 1974: Конец пути (Дьюла Маар)
- 1976: Девять месяцев (Марта Месарош)
- 1976: Когда Йожеф вернется (Жолт Кезди-Ковач)
- 1977: Их двое (Марта Месарош)
- 1980: Вторая жена (Марта Месарош)
- 1981: Право на надежду (Жолт Кезди-Ковач)
- 1983: Рецидивная связь (Жолт Кезди-Ковач)
- 1985: Залп по чёрному буйволу (Ласло Сабо)
- 1986: В уединении (Жолт Кезди-Ковач)
- 1988: Крик и крик (Жолт Кезди-Ковач)
- 1988: Эльдорадо (Геза Беременьи)
- 1990: Дневник для моих родителей (Марта Месарош)
- 1991: После всего (Жолт Кезди-Ковач)
- 1993: Турне (Геза Беременьи)
- 1993: Мы никогда не умрем (Роберт Кольтаи)
- 1994: Снова свидетель (Петер Бачо)
- 1994: Эмбрион (Марта Месарош)
- 1997: Простаки и бандюки (Петер Бачо)
- 2000: Подушка Ядвиги (Кристина Деак)
- 2000: Маленькая Вильма (Марта Месарош)
- 2008: Дельта (Корнель Мундруцо)
- 2009: Последний донос на Анну (Марта Месарош)
- 2010: Любящий сын – проект Франкенштейна (Корнель Мундруцо)
- 2014: Белый Бог (Корнель Мундруцо)

## Признание
Кинопремия имени Белы Балажа (1984). Театральная Премия имени Мари Ясаи (1998).